# Палмер (Небраска)
Палмер (англ. Palmer) — селище (англ. village) в США, в окрузі Меррік штату Небраска. Населення — 439 осіб (2020).

## Географія
Палмер розташований за координатами 41°13′21″ пн. ш. 98°15′35″ зх. д. / 41.22250° пн. ш. 98.25972° зх. д. (41.222410, -98.259761).  За даними Бюро перепису населення США в 2010 році селище мало площу 1,38 км², уся площа — суходіл.

## Демографія
Згідно з переписом 2010 року, у селищі мешкали 472 особи в 171 домогосподарстві у складі 115 родин. Густота населення становила 342 особи/км².  Було 192 помешкання (139/км²).
Расовий склад населення:
| - 95,6 % — білих - 0,8 % — чорних або афроамериканців - 0,4 % — корінних американців - 0,4 % — азіатів - 2,3 % — осіб інших рас |

До двох чи більше рас належало 0,4 %. Частка іспаномовних становила 4,7 % від усіх жителів.
За віковим діапазоном населення розподілялося таким чином: 21,2 % — особи молодші 18 років, 65,2 % — особи у віці 18—64 років, 13,6 % — особи у віці 65 років та старші. Медіана віку мешканця становила 40,5 року. На 100 осіб жіночої статі у селищі припадало 101,7 чоловіків;  на 100 жінок у віці від 18 років та старших — 103,3 чоловіків також старших 18 років.
Середній дохід на одне домашнє господарство  становив 54 208 доларів США (медіана — 51 719), а середній дохід на одну сім'ю — 62 046 доларів (медіана — 58 824). Медіана доходів становила 37 434 долари для чоловіків та 21 250 доларів для жінок. За межею бідності перебувало 15,4 % осіб, у тому числі 11,5 % дітей у віці до 18 років та 25,5 % осіб у віці 65 років та старших.
Цивільне працевлаштоване населення становило 298 осіб. Основні галузі зайнятості: освіта, охорона здоров'я та соціальна допомога — 26,2 %, будівництво — 15,1 %, виробництво — 13,8 %.